# Наутичка миља
Наутичка миља (морска миља) је јединица за дужину, настала као следбеница географске миље. Њена употреба заједно са СИ јединицама је прихваћена, али она сама није СИ-јединица. Користи се широм света за морнаричке и авијацијске потребе. Употреба јој је устаљена у међународним законима и споразумима, посебно када је реч о границима територијалних вода.

## Дефиниција
По међународним стандардима једна наутичка миља се дефинише као тачно 1.852 метра.

## Ознака
Нема званичне стандардне ознаке за наутичку миљу. Зависно од поља на које се односи, обележава се са M, NM, nm и nmi. Треба напоменути да ознаку nm овде не треба помешати са ознаком за нанометар, иако до овога долази ретко јер су обе јединице коришћене на међусобно различитим пољима и у углавном препознатљивим контекстима. У различитим језицима среће се још симбола. На пример sm од немачког Seemeile, mpk од финског meripeninkulma и M од исландског sjómíla. Сви ови изрази значе наутичка миља.
Не постоји јединствен међународно усаглашен симбол, већ је неколико симбола у употреби.
- M се користи као скраћеница за наутичку миљу од стране Међународне хидрографске организације.[4]
- NM користи Међународна организација цивилног ваздухопловства..[5][6]
- nmi користе Институт инжењера електротехнике и електронике[7] и Уред за издаваштво владе Сједињених Држава.[8]
- nm је нестандардна скраћеница која се користи у многим поморским апликацијама и текстовима, укључујући пилоте америчке владе и упутства за једрење.[9]

## Историја
Реч миља потиче од латинске речи за хиљаду корака: mille passus. Навигација на мору се обављала оком до око 1500. године када су развијени навигациони инструменти и картографи су почели да користе координатни систем са паралелама географске ширине и меридијанима географске дужине.
До краја 16. века, Енглези су знали да је однос удаљености на мору према степенима константан дуж сваког великог круга као што је екватор или било који меридијан, под претпоставком да је Земља сфера. Роберт Хјуз је 1594. године написао да је растојање дуж великог круга 60 миља по степену, односно једна наутичка миља по лучној минути. Едмунд Гантер је 1623. написао да је растојање дуж великог круга било 20 лига по степену. Дакле, Хјуз је експлицитно користио наутичке миље док Гунтер није.
Пошто Земља није савршена сфера, већ је сфероид са благо спљоштеним половима, минут географске ширине није константан, већ око 1.861 метар на половима и 1.843 метра на екватору. Француска и друге метричке земље наводе да је у принципу наутичка миља лучна минута меридијана на географској ширини од 45°, али то је модерно оправдање за свакодневни прорачун који је развијен век раније. До средине 19. века, Француска је дефинисала наутичку миљу преко првобитне дефиниције метра из 1791. године, десетомилионитни део четвртине меридијана. Тако је 10,000,000 m/90 × 60 = 1,851.85 m ≈ 1,852 m постала метричка дужина за наутичку миљу. Француска је то учинила легалним за француску морнарицу 1906. године, а многе метричке земље су гласале да то санкционишу за међународну употребу на Међународној хидрографској конференцији 1929. године.
Сједињене Државе и Уједињено Краљевство су користиле просечну лучну минуту, тачније, минут лука великог круга сфере који има исту површину као Кларков елипсоид из 1866. Отални (једнако површински) радијус Кларковог елипсоида из 1866. је 6.370.997,2 m (20.902.222 ft).  Добијена лучна минута је 1.853,2480 m (6.080,210 ft). Сједињене Државе су изабрале пет значајних цифара за своју наутичку миљу, 6.080,2 стопа, док је Уједињено Краљевство одабрало четири значајне цифре за своју миљу Адмиралитета, 6.080 стопа.
Године 1929, међународна наутичка миља је на Првој међународној ванредној хидрографској конференцији у Монаку дефинисана као тачно 1.852 метра. Сједињене Државе су усвојиле међународну наутичку миљу тек 1954. године. Британија ју је усвојила 1970. године, али законске референце на застарелу јединицу сада су претворене у 1.853 метра.

## Сличне дефиниција
Метар је првобитно дефинисан као 1⁄10000000 дужине меридијанског лука од северног пола до екватора, тако један километар удаљености одговара једном центиграду (такође познатом као центезимални лучни минут) географске ширине. Обим Земље је дакле отприлике 40.000 km. Екваторијални обим је нешто дужи од поларног - мерење засновано на томе (40075,017 km/360 × 60 = 1.855,3 метара) познато је као географска миља.

## Поређење са осталим јединицама
Једна наутичка миља износи:
- 1,852 метра (тачно)
- 1,150779 миља
- 2.025,372 јарда
- 6.076,1155 стопа
- 1 лучни минут меридијана на нултој надморској висини